# Киузавекия
Киузавѐкия (на италиански: Chiusavecchia; на лигурски: Chiuxaveia, Киужавея) е село и община в Северна Италия, провинция Империя, регион Лигурия. Разположено е на 140 m надморска височина. Населението на общината е 565 души (към 2011 г.).